# Julia Hummer

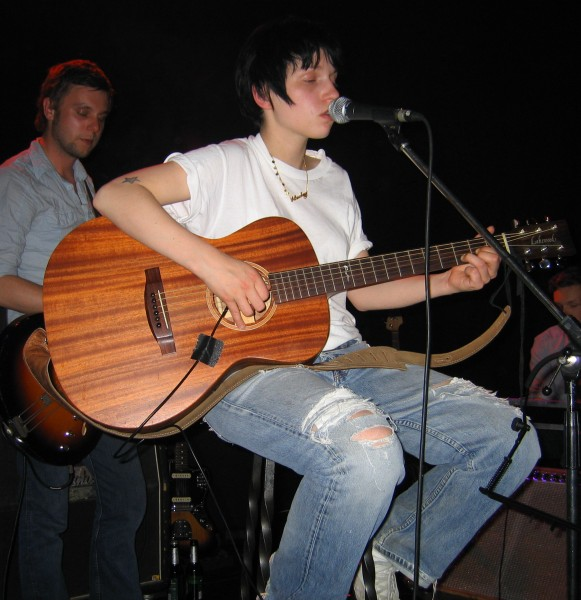
Julia Hummer mit Too Many Boys im Heidelberger Karlstorbahnhof, Mai 2005

Julia Hummer (* 24. April 1980 in Hagen) ist eine deutsche Filmschauspielerin und Singer-Songwriterin.

## Leben
Ihre Kindheit und Jugend verbrachte Julia Hummer, die Jüngste von fünf Geschwistern, in Norddeutschland und der Schweiz. Mit 17 Jahren brach sie in der elften Klasse die Schule ab und wurde auf einer Straße in Hamburg von dem Fotografen Daniel Josefsohn entdeckt. Ihr Bild kam auf die Titelseite des Jetzt-Magazins der Süddeutschen Zeitung. Nachdem sie von Regisseur Sebastian Schipper in Hamburg nach diesem Titelbild erkannt worden war, engagierte er sie 1998 für seinen Debütfilm Absolute Giganten. Eine Schauspielschule hat sie nie besucht.
Ihr Auftritt in Absolute Giganten brachte Hummer größere Aufmerksamkeit ein. Anschließend spielte sie in einer Reihe von deutschen Filmen mit und war unter anderem in einer Nebenrolle im Episodenfilm Stadt als Beute sowie in einer Hauptrolle in Gespenster von Christian Petzold zu sehen, der auch am Wettbewerb auf der Berlinale 2005 teilnahm. Anschließend fuhr sie ihre Filmpräsenz zurück, um sich auf ihre musikalische Karriere zu konzentrieren, die sie im Jahr 2002 begonnen hatte. Im Rückblick äußerte Hummer im Jahr 2019, dass der frühe Filmruhm sie „überrannt“ hätte und sie deshalb länger Abstand vom Filmgeschäft genommen hätte.
Julia Hummer singt, spielt akustische Gitarre und Mundharmonika und schreibt (englischsprachige) Stücke; ihren Stil bezeichnet sie als „Folk-Pop“. „Sgt. Hummer“ hieß ihre erste Band. In Northern Star unter der Regie von Felix Randau war sie als Musikerin zu sehen und zu hören; während des Abspanns läuft ein Stück aus dieser Phase. Aus der Besetzung blieb nur Christopher „Krite“ Uhe übrig, mit dem sie ihr Debütalbum Downtown Cocoluccia aufnahm und, von weiteren Musikern verstärkt, unter dem Namen Julia Hummer & Too Many Boys Konzerte gab. Von dieser Gruppe hat sie sich inzwischen jedoch wieder getrennt, um als Solokünstlerin Lieder aufzunehmen. 
Nach 2005 erfolgten noch vereinzelte Film- und Fernsehauftritte, daneben ist sie aber mit ihrer Stimme noch in vielen Hörspiel- und Hörbuchproduktionen zu hören. Im Jahr 2007 traten Julia Hummer und andere Prominente in Werbespots für die GEZ auf, in denen die Bevölkerung dazu aufgerufen wird Rundfunkgebühren zu zahlen. 2010 übernahm sie unter der Regie von Olivier Assayas in Carlos – Der Schakal die Rolle der Terroristin Gabriele Kröcher-Tiedemann alias „Nada“. Im Jahr 2017 erlitt die langjährige begeisterte Skateboard-Sportlerin einen schweren Sportunfall. Das mehrfach gebrochene Fußgelenk konnte erst nach einigen Operationen und insgesamt anderthalb Jahren Auszeit funktionstüchtig wiederhergestellt werden. 2019 erklärte sie, sich in Zukunft wieder verstärkt der Schauspielerei widmen zu wollen.
Julia Hummer ist Mutter eines Sohnes und lebt wieder in Hamburg, nachdem sie zuvor einige Jahre in Berlin lebte.

## Filmografie
- 1999: Absolute Giganten
- 1999: Stahlnetz – Die Zeugin (Fernsehreihe)
- 1999: 1/2 Acht (Kurzfilm)
- 2000: Tolle Lage
- 2000: Crazy
- 2000: Tatort – Die kleine Zeugin (Fernsehreihe)
- 2000: Die innere Sicherheit
- 2000: Siemensstadt (Kurzfilm)
- 2000: Honolulu
- 2001: Heidi
- 2001: Heidi M.
- 2001: Tatort – Tot bist du! (Fernsehreihe)
- 2001: 99 Euro Films, Episode: Ein Mann boxt sich durch
- 2002: Der Freund der Friseuse (Kurzfilm)
- 2002: Weil ich gut bin! (Fernsehfilm)
- 2003: Eierdiebe
- 2003: Northern Star
- 2005: Stadt als Beute
- 2005: Gespenster
- 2010: Carlos – Der Schakal
- 2011: Im Alter von Ellen
- 2011: Heiter bis tödlich: Nordisch herb – Sündiges Husum (Fernsehserie)
- 2012: SOKO Stuttgart – Der verlorene Sohn (Fernsehserie)
- 2013: Letzte Spur Berlin – Ungeliebt (Fernsehserie)
- 2014: Top Girl oder La déformation professionnelle
- 2015: Henry
- 2022: Servus Papa, See You in Hell

## Hörbücher und Hörspiele
- Schlimmer geht immer von Damien Owens, Regie: Robert Schoen (SWR 2002)
- Die Sonne scheint nicht für uns nach dem gleichnamigen Roman von Léo Malet, Regie: Leonhard Koppelmann (SWR 2002)
- Großvater und die Wölfe von Per Olov Enquist, Regie: Hans Gerd Krogmann (SWR 2003)
- Die dunkle Stunde der Serenissima von Donna Leon, Regie: Corinne Frottier (WDR/NDR 2003)
- Schloss Draußendrin von David Henry Wilson, Regie: Robert Schoen (SWR 2003) (Igel-Records, ISBN 389353802X CD, ISBN 3893538011 MC)
- Boxy und Star von Daren King, Regie: Michael Schlimgen (WDR 2003) (inspirierte sie zu ihrem Song „Boxy, Where Are The Spangles?“)
- Der verborgene Schatz von Paul Maar, Regie: Burkhard Ax (WDR 2004)
- Bück' Dich! oder: Das Simulations-Syndrom von Serotonin, Regie: die Autoren (WDR 2004)
- Die kleine Klokröte von Jan Jepsen (2004) (hier ist sie in der Titelrolle auch als Sängerin zu hören) (CD: Der Audioverlag, ISBN 3898133370)
- Release von Paul Plamper, Regie: der Autor, Musik: Schneider TM (WDR/NDR 2004) (hier ist sie nur als Background-Sängerin zu hören, siehe auch Diskografie)
- Otherland von Tad Williams, Regie: Walter Adler (HR 2004) (CDs: Der Hörverlag, mehrere ISBN)
- The Cocka Hola Company von Matias Faldbakken, Regie: Kristina Koch (2005) (CD: Random House Audio, ISBN 386604044X und ISBN 9783866040441)
- Dakota Pink von Philip Ridley, Regie Axel Pleuser (SWR 2005) (CD: Der Audio-Verlag, ISBN 3898134288)
- A Long Way Down von Nick Hornby, Regie: Serotonin (2005) (CD: Der Hörverlag, ISBN 3899405927)
- Schneeweiß und Russenrot von Dorota Masłowska, Regie: Antje Vowinckel (DLR Kultur 2005)
- Adler und Engel von Juli Zeh, Regie: Stefan Kanis (MDR 2006) (auch mit eigens komponiertem Musikbeitrag)
- Blut im Schuh von Florian Bartsch, Regie: Judith Lorentz (SWR 2006)
- Nebeneinander Gehen von Dunja Arnaszus, Regie: Christine Nagel (Deutschlandfunk 2006)
- Cold Water von Gwendoline Riley, Regie: David Fischbach (CD: Buchfunk 2008, ISBN 978-3-86847-100-7)
- Werd ich mit Singen deutsch? von Inge Braun/Helmut Huber; Regie: Nikolai von Koslowski (DKultur/RBB 2009)
- Unter Wasser von Ulrike Almut Sandig, Regie: Judith Lorentz (SWR 2010)
- übernacht von Johanna Steiner, Regie: die Autorin (CD: Lauscherlounge Records 2011, ISBN 9783943046083)
- Die Haarschublade von Emmanuelle Pagano, Regie: Beatrix Ackers (SR 2011)
- ARD Radio Tatort: Autsystem von Tom Peuckert, Regie: Nikolai von Koslowski (RBB 2014)

## Diskografie
Julia Hummer:

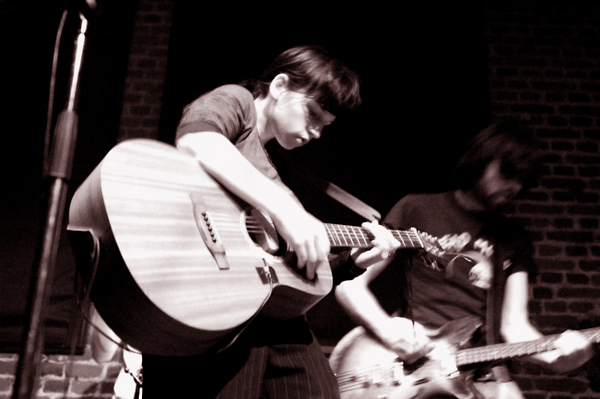
Julia Hummer mit Too Many Boys im Café Trauma in Marburg, 16. Dezember 2005

- Boxy, Where Are the Spangles? / Bowling in Woodstock (7″-Single, Earsugar Jukebox, 2004)
- Oh Lord! #1 / Oh Lord! #2 (7″-Single, Strange Ways Records, 2006)

Julia Hummer and Too Many Boys:
- Our Empire Is / Too Many Boys (7″-Single, Strange Ways Records, 2005)
- Downtown Cocoluccia (Album-CD/LP, Strange Ways Records, 2005)
- Katharina (Katharina / Boxy, Where Are the Spangles? / I Want More (Demo)) (Maxi-CD, Strange Ways Records, 2005)

Schneider TM / Paul Plamper und die Gefangenen feat. Julia Hummer:
- Release (Doppel-CD, Hörspiel, Videos und Songs, Lieblingslied Records, 2004) (Julia Hummer steuert den Refrain auf Lüge vs. Wahrheit bei)

Schneider TM:
- Škoda Mluvit (CD, Rough Trade, 2006) (u. a. mit Erlend Øye und Julia Hummer als Gästen)

## Auszeichnungen
- 2001: Günter-Strack-Fernsehpreis (Beste Nachwuchsschauspielerin für ihre Titelrolle im Tatort: Die kleine Zeugin )
- 2001: Lilli-Palmer-Gedächtniskamera für die beste Nachwuchsschauspielerin
- 2001: Nominiert für Deutscher Filmpreis (Beste Hauptdarstellerin in Die innere Sicherheit )

## Belege
1. ↑  Schauspielerin Julia Hummer - "Ich bin vom frühen Ruhm überrannt worden". Abgerufen am 24. April 2021 (deutsch).
2. ↑  Schauspielerin Julia Hummer Im Gespräch, Deutschlandfunk Kultur, erschienen und abgerufen am 16. April 2019.
3. ↑  Schauspielerin Julia Hummer - "Ich bin vom frühen Ruhm überrannt worden". Abgerufen am 24. April 2021 (deutsch).

| Personendaten    | Personendaten                                          |
| ---------------- | ------------------------------------------------------ |
| NAME             | Hummer, Julia                                          |
| KURZBESCHREIBUNG | deutsche Filmschauspielerin und Sänger-Songschreiberin |
| GEBURTSDATUM     | 24. April 1980                                         |
| GEBURTSORT       | Hagen                                                  |